# Dolores (Uruguai)
Dolores és una ciutat de l'Uruguai, ubicada al departament de Soriano. D'acord amb el cens de 2004, tenia 14.764 habitants. És el segón centre urbà més gran del departament després de la capital, Mercedes.

## Història
La seva importància històrica, a més d'haver estat un centre de batalles entre els indis i els europeus, és que Dolores va ser la capital de la Nova Biscaia, sota el nom de Zaratina del San Salvador, fundada per l'espanyol Juan Ortíz de Zárate cap a la segona meitat del segle xvi.

## Economia
Té una economia agrícola i ramadera, encara que l'àrea industrial ha tingut un desenvolupament important en els últims anys. El curs d'aigua més destacat de Dolores és el riu San Salvador, on van viure els amerindis abans d'arribada dels espanyols durant l'època colonial.

## Govern
Fou declarada ciutat el 1923 i, durant el segle xx, ha estat reconeguda com "el graner de l'Uruguai" o la "capital del blat". L'origen del poble és encara més antic i data de l'any 1520, amb les investigacions del colonitzador espanyol Juan de Gaboto.
| 1963   | 1975   | 1985   | 1996   | 2004    |
| ------ | ------ | ------ | ------ | ------- |
| 12.601 | 13.322 | 13.084 | 14.784 | {{{5}}} |